# Massacre de Homfreyganj
Le massacre de Homfreyganj est un massacre de civils survenu le 30 janvier 1944 pendant la Seconde Guerre mondiale dans les îles Andaman occupées.

## Massacre
Le 30 janvier 1944, 44 civils indiens, soupçonnés d'espionnage, sont mis à mort par les japonais. Ils ont tous été abattus à bout portant. La majorité des victimes étaient des membres de l'Indian Independence League.
Au moment du massacre, les îles Andaman étaient techniquement sous le contrôle de l'Azad Hind, même si en fait, les japonais étaient très en charge. Malgré le manque d'autorité pratique, le gouvernement Azad Hind a souvent été accusé de «faire faillite à son peuple».
Le massacre a été largement considéré comme la pire atrocité survenue lors de l'occupation japonaise des îles Andaman.